# Étude (musique)
Pour les articles homonymes, voir Étude.
 (février 2024).
En musique classique, une étude est, à l'origine, une pièce destinée à améliorer certains aspects techniques d'un élève ou d'un interprète. Toutefois, certaines études — comme celles de Frédéric Chopin pour le piano, ou d'Heitor Villa-Lobos pour la guitare — sont de véritables pièces de concert dont les difficultés n'atténuent pas la valeur artistique.
Les études sont le plus souvent regroupées en recueils, de 12 ou 24 pièces par exemple. Elles peuvent dans ce cas exploiter chacune une tonalité (sur l'exemple du Clavier bien tempéré de Jean-Sébastien Bach). Leur progression peut alors être chromatique ou suivre le cycle des quintes.

## Études notables

### Piano
- Douze Études mélodiques de Jan Ladislav Dussek (1794)
- 114 Études d'Hélène de Montgeroult

#### XIXesiècle
- Ignaz Moscheles :
  - Vingt-quatre études, op. 70 (1828)
  - Douze nouvelles études caractéristiques (1836)
- 30 Études opus 6 d'Alexandre-Pierre-François Boëly
- 24 Études de Chopin
  - Études opus 10 (1829-1832)
  - Études opus 25 (1832-1836)
  - Trois nouvelles études (1839)
- Stephen Heller :
  - L'Art de phraser, 24 études op. 16 (1840)
  - La chasse, Étude de concert, op. 29 (1844)
  - 25 Études op. 45
  - Vingt Études pour former au sentiment du rythme et à l'expression, op. 47 (1844)
  - 24 (nouvelles) Études op. 90
  - Vingt-quatre Études d'expression et de rythme, op. 125 (1868)
- Franz Liszt :
  - Six études d'après Paganini (1838 ; rév. 1851)
  - Trois études de concert (Caprices poétiques) (1848)
  - Douze études d'exécution transcendante (1851)
  - Deux études de concert : I. Murmures de la forêt, II. Ronde des lutin (1862)
- Louise Farrenc :
  - Trente Études dans tous les tons majeurs et mineurs, op. 26 (1838)
  - Vingt Études de moyenne difficulté, op. 42 (1854)
  - Vingt-cinq Études faciles, op. 50
- 24 Études pour piano op. 25, 12 Études de salon pour piano (c.1860) : 12. Aux armes! de Louis James Alfred Lefébure-Wély
- Camille Saint-Saëns :
  - 6 Études opus 52 (1877)
  - 6 Études, op. 111 (1899)
  - 6 Études pour la main gauche opus 135 (1912)

#### XXesiècle
- 12 Études de Claude Debussy (1915)
- Études-Tableaux opus 33 et 39 et Étude en fa dièse majeur de Sergueï Rachmaninov
- 27 Études de Scriabine :
  - Étude en ré dièse mineur (seconde version de l’Étude op. 8 n° 12 ; publication posthume, Moscou 1947)
  - Étude en do dièse mineur, extraite des Trois morceaux, op. 2, (1889)
  - Douze Études, op. 8, (1894-1895)
  - Huit études, op. 42, (1903)
  - Étude, extraite des Trois Morceaux, op. 49, (1905)
  - Étude, extraite des Quatre Pièces, op. 56, (1907)
  - Trois Études, op. 65, (1912)
- 72 Études karnatiques de Jacques Charpentier
- 8 Études de Robert Casadesus
- Le Zodiaque, 12 études de Georges Migot (1931-1932)
- Deux études de Witold Lutosławski (1941)
- Neuf études extraites de Études et Polkas H.308 de Bohuslav Martinů (1945)
- 4 Études de Sergueï Prokofiev
- 4 Études d'Igor Stravinsky
- 12 Études opus 33 de Karol Szymanowski
- 6 Études d'André Jolivet
- 4 Études de rythmes d'Olivier Messiaen (1949-1950)
  1. Île de feu I
  2. Mode de valeurs et d'intensités
  3. Neumes rythmiques
  4. Île de feu II
- Étude rythmique de Frank Martin (1965)
- 21 Études de Michail Travlos
- 18 Études de György Ligeti, en trois cahiers (années 1980 et 1990)
- Six Études d'Unsuk Chin (1995)

### Orgue
- Étude de concert, extraite des Douze Pièces opus 7 de Joseph Bonnet (1910)
- Six Études de Jeanne Demessieux (éd. 1946)

### Violon
- Émile Sauret :
  - Vingt Grandes études
  - Douze études artistiques
  - Vingt-quatre Études-Caprices

### Guitare
- 25 études, opus 60 de Matteo Carcassi (1836, éd. 1851)
- 25 études de genre, opus 38 de Napoléon Coste (1880)
- Douze études pour guitare d'Heitor Villa-Lobos (1929)
- Estudios sencillos de Leo Brouwer (1972-2020)